# Équipe de démonstration aérienne Premier août
L'équipe de démonstration aérienne Premier août (chinois : 八一飞行表演队 ; pinyin : bāyī fēixíng biǎoyǎn duì) est une équipe de voltige aérienne militaire au sein de la Force aérienne de l'armée populaire de libération, de la République populaire de Chine.

## Avions utilisés
- Shenyang J-5 : 1962 - 1974
- Shenyang J-6 : 1974 - 1980
- Chengdu JJ-5 : 1980 - 1995
- Chengdu J-7EB : 1995 - avril 2005
- Chengdu J-7GB : avril 2005[1] - 2009

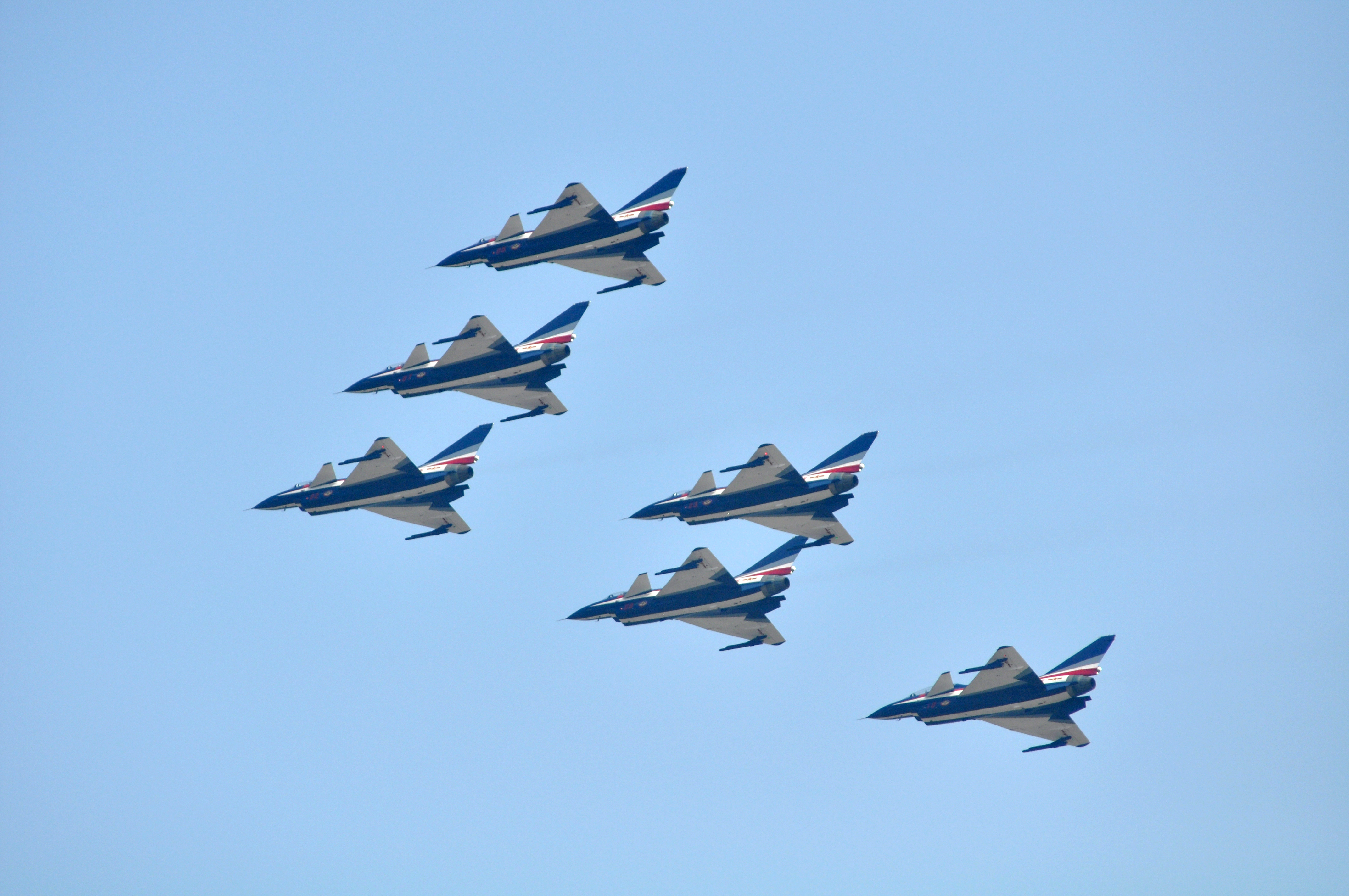
Chengdu J-10 de l'équipe de démonstration Premier août en démonstration à l'Exposition d'aviation et aérospatial internationale de Chine de Zhuhai. Elle en est équipée depuis 2009.

- Chengdu J-10A/S : 2009 - de nos jours